# Kvadratisk matrix
I matematik er kvadratiske matricer helt enkelt matricer, der har det samme antal rækker og søjler, dvs. de er af typen {\displaystyle nxn}. Hvis to matricer er i det samme vektorrum, {\displaystyle \mathbb {R} ^{n}}, vil de altid kunne adderes og multipliceres.

## Hoveddiagonal
Hovedartikel: Hoveddiagonal
Indgangene aii (i = 1, ...., n) danner hoveddiagonalen i en kvadratisk matrix. De ligger på en imaginær linje fra øverste venstre hjørne til nederste højre hjørne. For eksempel er hoveddiagonalen i 4×4-matricen i Fig 1 bestående af a11 = 9, a22 = 11, a33 = 4, a44 = 10.
Diagonalen i en kvadratisk matrix fra øverste højre hjørne til nederste venstre hjørne kaldes antidiagonalen.

## Specielle typer

### Diagonal eller triangulærmatrix
Hvis alle indgange udover dem, som udgør hoveddiagonalen, er nul, kaldes A en diagonalmatrix. Hvis det kun er indgangene over (eller under) hoveddiagonalen er nul, kaldes A en nedre (eller øvre) triangulærmatrix.

### Identitetsmatrix
En kvadratisk matrice kaldes en identitetsmatrix, hvis alle indgange i hoveddiagonalen er lig 1, mens resten af indgangene er lig 0, f.eks.:
{\displaystyle I_{1}={\begin{bmatrix}1\end{bmatrix}},\ I_{2}={\begin{bmatrix}1&0\\0&1\end{bmatrix}},\ \cdots ,\ I_{n}={\begin{bmatrix}1&0&\cdots &0\\0&1&\cdots &0\\\vdots &\vdots &\ddots &\vdots \\0&0&\cdots &1\end{bmatrix}}.}
Det er en kvadratisk matrix i vektorrummet {\displaystyle \mathbb {R} ^{n}}, men det er også en speciel type diagonalmatrice. Den kaldes en identitetsmatrix, fordi multiplikation efterlader matricen uændret.

### Symmetriske og skæv-symmetriske matricer
En kvadratisk matrix A, der er lig dens transponerede matrice, dvs. A = AT, er en symmetrisk matrix. Hvis A i stedet er lig den negative version af dens transponerede, dvs. A = -AT, så er A skæv-symmetrisk.

### Invertible matricer og dens inverse
En kvadratisk matrix A kaldes invertibel eller ikke-singulær, hvis der eksisterer en matrix B, sådan at:
AB = BA = In
Hvis B eksisterer, er den unik og den kaldes for den inverse matrix af A, med notation A−1.

### Ortogonal matrix
En reel ortogonal matrix (eller en reel ortogonalmatrix) en kvadratisk matrix Q hvis transponerede er dens inverse:
{\displaystyle Q^{T}Q=QQ^{T}=I\,\!.}

## Operationer

### Spor
Ved sporet af en kvadratisk {\displaystyle n\times n} matrix {\displaystyle A} forstås summen af dens diagonale elementer,
{\displaystyle \mathrm {tr} (A)=a_{11}+a_{22}+\dots +a_{nn}=\sum _{i=1}^{n}a_{ii}\,.}
Notationen er afledt af det engelske ord «trace», som betyder «spor».

### Determinant
Determinanten det(A) eller |A| af en kvadratisk matrix er et tal, der viser visse egenskaber for matricen. En matrix er invertibel, hvis og kun hvis, determinenten er forskellig fra nul. Dens numeriske værdi er lig med arealet (i R2) og volumen (i R3).

Determinanten af en 2×2-matrice er givet ved:
{\displaystyle det{\begin{bmatrix}a&b\\c&d\end{bmatrix}}=ad-bc}